# Lista de substâncias e medicamentos sujeitos a controle especial no Brasil
No Brasil, é responsabilidade da ANVISA publicar a listas de substâncias entorpecentes, psicotrópicas, precursoras e outras sob controle especial.
A relação de substâncias controladas começou a ser publicada em 1998, através da Portaria SVS/MS nº 344/1998.

## Lista A1 - Substâncias entorpecentes[2]
Contém 93 substâncias sujeitas a notificação de receita "A".
| Substância                                               | Observações / Nome popular    |
| -------------------------------------------------------- | ----------------------------- |
| Acetilmetadol                                            |                               |
| Alfacetilmetadol                                         |                               |
| Alfameprodina                                            |                               |
| Alfametadol                                              |                               |
| Alfaprodina                                              |                               |
| Alfentanila                                              |                               |
| Alilprodina                                              |                               |
| Anileridina                                              |                               |
| Bezitramida                                              |                               |
| Benzetidina                                              |                               |
| Benzilmorfina                                            |                               |
| Benzoilmorfina                                           |                               |
| Betacetilmetadol                                         |                               |
| Betameprodina                                            |                               |
| Betametadol                                              |                               |
| Betaprodina                                              |                               |
| Buprenorfina                                             |                               |
| Butorfanol                                               |                               |
| Clonitazeno                                              |                               |
| Codoxima                                                 |                               |
| Concentrado de palha de dormideira                       |                               |
| Dextromoramida                                           |                               |
| Diampromida                                              |                               |
| Dietiltiambuteno                                         |                               |
| Difenoxilato                                             |                               |
| Difenoxina                                               |                               |
| Diidromorfina                                            |                               |
| Dimefeptanol (metadol)                                   |                               |
| Dimenoxadol                                              |                               |
| Dimetiltiambuteno                                        |                               |
| Dioxafetila                                              |                               |
| Dipipanona                                               |                               |
| Drotebanol                                               |                               |
| Etilmetiltiambuteno                                      |                               |
| Etonitazeno                                              |                               |
| Etoxeridina                                              |                               |
| Fenadoxona                                               |                               |
| Fenampromida                                             |                               |
| Fenazocina                                               |                               |
| Fenomorfano                                              |                               |
| Fenoperidina                                             |                               |
| Fentanila                                                |                               |
| Furetidina                                               |                               |
| Hidrocodona                                              |                               |
| Hidromorfinol                                            |                               |
| Hidromorfona                                             |                               |
| Hidroxipetidina                                          |                               |
| 4-ciano-2-dimetilamina-4,4-difenilbutano                 | Intermediário da metadona     |
| Ácido 2-metil-3-morfolina-1,1-difenilpropano carboxílico | Intermediário da moramida     |
| 4-ciano-1-metil-4-fenilpiperidina                        | Intermediário "A" da petidina |
| Éster etílico do ácido 4-fenilpiperidina-4-carboxílico   | Intermediário "B" da petidina |
| Ácido 1-metil-4-fenilpiperidina-4-carboxílico            | Intermediário "C" da petidina |
| Isometadona                                              |                               |
| Levofenacilmorfano                                       |                               |
| Levometorfano                                            |                               |
| Levomoramida                                             |                               |
| Levorfanol                                               |                               |
| Metadona                                                 |                               |
| Metazocina                                               |                               |
| Metildesorfina                                           |                               |
| Metildiidromorfina                                       |                               |
| Metopona                                                 |                               |
| Mirofina                                                 |                               |
| Morferidina                                              |                               |
| Morfina                                                  |                               |
| Morinamida                                               |                               |
| Nicomorfina                                              |                               |
| Noracimetadol                                            |                               |
| Norlevorfanol                                            |                               |
| Normetadona                                              |                               |
| Normorfina                                               |                               |
| Norpipanona                                              |                               |
| N-oxicodeína                                             |                               |
| N-oximorfina                                             |                               |
| Ópio                                                     |                               |
| Oripavina                                                |                               |
| Oxicodona                                                |                               |
| Oximorfona                                               |                               |
| Petidina                                                 |                               |
| Piminodina                                               |                               |
| Piritramida                                              |                               |
| Proeptazina                                              |                               |
| Properidina                                              |                               |
| Racemetorfano                                            |                               |
| Racemoramida                                             |                               |
| Racemorfano                                              |                               |
| Remifentanila                                            |                               |
| Sufentanila                                              |                               |
| Tapentadol                                               |                               |
| Tebacona                                                 |                               |
| Tebaína                                                  |                               |
| Tilidina                                                 |                               |
| Trimeperidina                                            |                               |
| Viminol                                                  |                               |

## Lista A2 - Substâncias entorpecentes de uso permitido somente em concentrações especiais[2]
Contém 13 substâncias sujeitas a notificação de receita "A".
| Substância          | Observações / Nome popular |
| ------------------- | -------------------------- |
| Acetildiidrocodeína |                            |
| Codeína             |                            |
| Dextropropoxifeno   |                            |
| Diidrocodeína       |                            |
| Etilmorfina         |                            |
| Folcodina           |                            |
| Nalbufina           |                            |
| Nalorfina           |                            |
| Nicocodina          |                            |
| Nicodicodina        |                            |
| Norcodeína          |                            |
| Propiram            |                            |
| Tramadol            |                            |

## Lista A3 - Substâncias psicotrópicas
Contém 13 substâncias sujeitas a notificação de receita "A".
| Substância       | Observações / Nome popular |
| ---------------- | -------------------------- |
| Anfetamina       |                            |
| Catina           |                            |
| Clorfentermina   |                            |
| Dexanfetamina    |                            |
| Dronabinol       |                            |
| Fenciclidina     |                            |
| Fenetilina       |                            |
| Femetrazina      |                            |
| Levanfetamina    |                            |
| Lisdexanfetamina | Venvanse; Juneve;          |
| Metilfenidato    | Ritalina; Concerta;        |
| Metilsinefrina   |                            |
| Tanfetamina      |                            |

## [3]Lista B1 - Substâncias psicotrópicas[2]
Contém 90 substâncias sujeitas a notificação de receita "B".
| Substância                        | Observações / Nome popular |
| --------------------------------- | -------------------------- |
| Alobarbital                       |                            |
| Alprazolam                        |                            |
| Amineptina                        |                            |
| Amobarbital                       |                            |
| Aprobarbital                      |                            |
| Armodafinila                      |                            |
| Barbexaclona                      |                            |
| Barbital                          |                            |
| Bromazepam                        |                            |
| Bromazolam                        |                            |
| Brotizolam                        |                            |
| Butabarbital                      |                            |
| Butalbital                        |                            |
| Camazepam                         |                            |
| Cetamina                          |                            |
| Cetazolam                         |                            |
| Ciclobarbital                     |                            |
| Clobazam                          |                            |
| Clonazepam                        |                            |
| Clonazolam                        |                            |
| Clorazepam                        |                            |
| Clorazepato                       |                            |
| Clordiazepóxido                   |                            |
| Cloreto de etila                  |                            |
| Cloreto de metileno/diclorometano |                            |
| Clotiazepam                       |                            |
| Cloxazolam                        |                            |
| Delorazepam                       |                            |
| Diazepam                          |                            |
| Diclazepam                        |                            |
| Escetamina                        |                            |
| Estazolam                         |                            |
| Eszopiclona                       |                            |
| Etclorvinol                       |                            |
| Etilanfetamina                    | N-etilanfetamina           |
| Etinamato                         |                            |
| Etizolam                          |                            |
| Fenazepam                         |                            |
| Fenobarbital                      |                            |
| Flualprazolam                     |                            |
| Flubromazolam                     |                            |
| Fludiazepam                       |                            |
| Flunitrazepam                     |                            |
| Flurazepam                        |                            |
| GBL                               |                            |
| GHB                               | Ácido gama-hidroxibutírico |
| Glutetimida                       |                            |
| Halazepam                         |                            |
| Haloxazolam                       |                            |
| Lefetamina                        |                            |
| Lofazeplato de etila              |                            |
| Loprazolam                        |                            |
| Lorazepam                         |                            |
| Lormetazepam                      |                            |
| Medazepam                         |                            |
| Meprobamato                       |                            |
| Mesocarbo                         |                            |
| Metilfenobarbital                 | Prominal                   |
| Metiprilona                       |                            |
| Midazolam                         |                            |
| Modafinila                        |                            |
| Nimetazepam                       |                            |
| Nitrazepam                        |                            |
| Norcanfano                        | Fencanfamina               |
| Nordazepam                        |                            |
| Oxazepam                          |                            |
| Oxazolam                          |                            |
| Pemolina                          |                            |
| Pentazocina                       |                            |
| Pentobarbital                     |                            |
| Perampanel                        |                            |
| Pinazepam                         |                            |
| Pipradrol                         |                            |
| Pirovarelona                      |                            |
| Prazepam                          |                            |
| Prolintano                        |                            |
| Propilexedrina                    |                            |
| Secbutabarbital                   |                            |
| Secobarbital                      |                            |
| Temazepam                         |                            |
| Tetrazepam                        |                            |
| Tiamilal                          |                            |
| Tiopental                         |                            |
| Triazolam                         |                            |
| Tricloroetileno                   |                            |
| Triexifenidil                     |                            |
| Vinilbital                        |                            |
| Zaleplona                         |                            |
| Zolpidem                          |                            |
| Zopiclona                         |                            |

## Lista B2 - Substâncias psicotrópicas anorexígenas[2]
Contém 8 substâncias sujeitas a notificação de receita "B2".
| Substância     | Observações / Nome popular |
| -------------- | -------------------------- |
| Aminorex       |                            |
| Anfepramona    |                            |
| Femproporex    |                            |
| Fendimetrazina |                            |
| Fentermina     |                            |
| Mazindol       |                            |
| Mefenorex      |                            |
| Sibutramina    |                            |

## Lista C1 - Outras substâncias sujeitas a controle especial[2]
Contém 205 substâncias sujeitas a Receita de Controle Especial em duas vias.
| Substância               | Observações / Nome popular |
| ------------------------ | -------------------------- |
| Acepromazina             |                            |
| Ácido valpróico          |                            |
| Agomelatina              |                            |
| Amantadina               |                            |
| Amissulprida             |                            |
| Amitriptilina            |                            |
| Amoxapina                |                            |
| Aripiprazol              |                            |
| Asenapina                |                            |
| Atomoxetina              |                            |
| Azaciclonol              |                            |
| Beclamida                |                            |
| Benactizina              |                            |
| Benfluorex               |                            |
| Benzidamina              |                            |
| Benzoctamina             |                            |
| Benzoquinamida           |                            |
| Biperideno               |                            |
| Brexpiprazol             |                            |
| Brivaracetam             |                            |
| Bupropiona               |                            |
| Buspirona                |                            |
| Butaperazina             |                            |
| Butriptilina             |                            |
| Canabidiol               | CBD                        |
| Captodiamo               |                            |
| Carbamazepina            |                            |
| Caroxazona               |                            |
| Celecoxibe               |                            |
| Ciclarbamato             |                            |
| Ciclexedrina             |                            |
| Ciclopentolato           |                            |
| Cisaprida                |                            |
| Citalopram               |                            |
| Clomacrano               |                            |
| Clometiazol              |                            |
| Clomipramina             |                            |
| Clorexadol               |                            |
| Clorpromazina            |                            |
| Clorprotixeno            |                            |
| Clotiapina               |                            |
| Clozapina                |                            |
| Dapoxetina               |                            |
| Desflurano               |                            |
| Desipramina              |                            |
| Desvenlafaxina           |                            |
| Dexetimida               |                            |
| Dexmedetomidina          |                            |
| Dibenzepina              |                            |
| Dimetracrina             |                            |
| Disopiramida             |                            |
| Dissulfiram              |                            |
| Divalproato de sódio     |                            |
| Dixirazina               |                            |
| Donepezila               |                            |
| Doxepina                 |                            |
| Droperidol               |                            |
| Duloxetina               |                            |
| Ectiluréia               |                            |
| Emilcamato               |                            |
| Enflurano                |                            |
| Entacapona               |                            |
| Escitalopram             |                            |
| Etomidato                |                            |
| Etoricoxibe              |                            |
| Etossuximida             |                            |
| Facetoperano             |                            |
| Femprobamato             |                            |
| Fenaglicodol             |                            |
| Fenelzina                |                            |
| Feniprazina              |                            |
| Fenitoína                |                            |
| Flufenazina              |                            |
| Flumazenil               |                            |
| Fluoxetina               |                            |
| Flupentixol              |                            |
| Fluvoxamina              |                            |
| Gabapentina              |                            |
| Galantamina              |                            |
| Haloperidol              |                            |
| Halotano                 |                            |
| Hidrato de cloral        |                            |
| Hidroclorbezetilamina    |                            |
| Hidroxidiona             |                            |
| Homofenazina             |                            |
| Imicloprazina            |                            |
| Imipramina               |                            |
| Imipraminóxido           |                            |
| Iproclozida              |                            |
| Isocarboxazida           |                            |
| Isoflurano               |                            |
| Isopropil-crotonil-uréia |                            |
| Lacosamida               |                            |
| Lamotrigina              |                            |
| Leflunomida              |                            |
| Levetiracetam            |                            |
| Levomepromazina          |                            |
| Levomilnaciprana         |                            |
| Lisurida                 |                            |
| Lítio                    |                            |
| Loperamida               |                            |
| Loxapina                 |                            |
| Lumiracoxibe             |                            |
| Lurasidona               | Latuda                     |
| Mavacanteno              |                            |
| Maprotilina              |                            |
| Meclofenoxato            |                            |
| Mefenoxalona             |                            |
| Mefexamida               |                            |
| Memantina                |                            |
| Mepazina                 |                            |
| Mesoridazina             |                            |
| Metilnaltrexona          |                            |
| Metilpentinol            |                            |
| Metisergida              |                            |
| Metixeno                 |                            |
| Metopromazina            |                            |
| Metoxiflurano            |                            |
| Mianserina               |                            |
| Milnaciprana             |                            |
| Miltefosina              |                            |
| Minaprina                |                            |
| Mirtazapina              |                            |
| Misoprostol              |                            |
| Moclobemida              |                            |
| Molnupiravir             |                            |
| Moperona                 |                            |
| Naloxona                 |                            |
| Naltrexona               |                            |
| Nefazodona               |                            |
| Nialamida                |                            |
| Nitrito de isobutila     |                            |
| Nomifensina              |                            |
| Nortriptilina            |                            |
| Noxiptilina              |                            |
| Olanzapina               |                            |
| Opipramol                |                            |
| Oxcarbazepina            |                            |
| Oxibuprocaína            | Benoxinato                 |
| Oxifenamato              |                            |
| Oxipertina               |                            |
| Paliperidona             |                            |
| Parecoxibe               |                            |
| Paroxetina               |                            |
| Penfluridol              |                            |
| Perfenazina              |                            |
| Pergolida                |                            |
| Periciazina              | Propericiazina             |
| Pimozida                 |                            |
| Pipamperona              |                            |
| Pipotiazina              |                            |
| Pramipexol               |                            |
| Pregabalina              |                            |
| Primidona                |                            |
| Proclorperazina          |                            |
| Promazina                |                            |
| Propanidina              |                            |
| Propiomazina             |                            |
| Propofol                 |                            |
| Protipendil              |                            |
| Protriptilina            |                            |
| Proximetacaína           |                            |
| Quetiapina               |                            |
| Ramelteona               |                            |
| Rasagilina               |                            |
| Reboxetina               |                            |
| Ribavirina               |                            |
| Rimonabanto              |                            |
| Risperidona              |                            |
| Rivastigmina             |                            |
| Rofecoxibe               |                            |
| Ropinirol                |                            |
| Rotigotina               |                            |
| Rufinamida               |                            |
| Selegilina               |                            |
| Sertralina               |                            |
| Sevoflurano              |                            |
| Sulpirida                |                            |
| Sultoprida               |                            |
| Tacrina                  |                            |
| Teriflunomida            |                            |
| Tetrabenazina            |                            |
| Tetracaína               |                            |
| Tiagabina                |                            |
| Tianeptina               |                            |
| Tiaprida                 |                            |
| Tioproperazina           |                            |
| Tioridazina              |                            |
| Tiotixeno                |                            |
| Tolcapona                |                            |
| Topiramato               |                            |
| Tranilcipromina          |                            |
| Trazodona                |                            |
| Triclofós                |                            |
| Trifluoperazina          |                            |
| Trifluperidol            |                            |
| Trimipramina             |                            |
| Troglitazona             |                            |
| Valdecoxibe              |                            |
| Valproato sódico         |                            |
| Venlafaxina              |                            |
| Veraliprida              |                            |
| Vigabatrina              |                            |
| Vilazodona               |                            |
| Vortioxetina             |                            |
| Ziprazidona              |                            |
| Zotepina                 |                            |
| Zuclopentixol            |                            |

## Lista C2 - Substâncias retinóicas[2]
Contém 5 substâncias sujeitas a notificação de Receita Especial.
| Substância    | Observações / Nome popular |
| ------------- | -------------------------- |
| Acitretina    |                            |
| Adapaleno     |                            |
| Bexaroteno    |                            |
| Isotretinoína |                            |
| Tretinoína    |                            |

## Lista C3 - Substâncias imunossupressora[2]
Contém 1 substância sujeita a notificação de Receita Especial.
| Substância           | Observações / Nome popular |
| -------------------- | -------------------------- |
| Ftalimidoglutarimida | Talidomida                 |
| Lenalidomida         |                            |
| Pomalidomida         |                            |

## Lista C5 - Substâncias anabolizantes[2]
Contém 28 substâncias sujeitas a Receita de Controle Especial em duas vias.
| Substância                  | Observações / Nome popular                |
| --------------------------- | ----------------------------------------- |
| Androstanolona              |                                           |
| Bolasterona                 |                                           |
| Boldenona                   |                                           |
| Cloroxomesterona            |                                           |
| Clostebol                   |                                           |
| Deidroclormetiltestosterona |                                           |
| Drostanolona                |                                           |
| Estanolona                  |                                           |
| Estanozolol                 |                                           |
| Etilestrenol                |                                           |
| Fluoximesterona             | Fluoximetiltestosterona                   |
| Formebolona                 |                                           |
| Gestrinona                  |                                           |
| Mesterolona                 |                                           |
| Metandienona                | Metandrostenolona                         |
| Metandranona                |                                           |
| Metandriol                  |                                           |
| Metenolona                  |                                           |
| Metiltestosterona           |                                           |
| Mibolerona                  |                                           |
| Nandrolona                  |                                           |
| Noretandrolona              |                                           |
| Oxandrolona                 |                                           |
| Oximesterona                |                                           |
| Oximetolona                 |                                           |
| Prasterona                  | Deidroepiandrosterona (DHEA)              |
| Somapacitana                |                                           |
| Somatrogona                 |                                           |
| Somatropina                 | Hormônio do crescimento humano (GH ou ST) |
| Testosterona                |                                           |
| Trembolona                  |                                           |

## Lista D1 - Substâncias precursoras de entorpecentes e/ou psicotrópicos[2]
Contém 27 substâncias sujeitas a Receita Médica sem retenção.
| Substância                                | Observações / Nome popular |
| ----------------------------------------- | -------------------------- |
| 1-boc-4-AP                                |                            |
| 1-fenil-2-propanona                       |                            |
| 3,4-mdp-2-p metil ácido glicídico         | PMK ácido glicídico        |
| 3,4-mdp-2-p metil glicidato               | PMK glicidato              |
| 3,4-metilendioxifenil-2-propanona         |                            |
| 4-AP (N-Fenil-4-piperidinamina)           |                            |
| Ácido antranílico                         |                            |
| Ácido fenilacético                        |                            |
| Ácido lisérgico                           |                            |
| Ácido n-acetilantranílico                 |                            |
| Alfa-fenilacetoacetonitrilo               | APAAN                      |
| Alfa-fenilacetoacetamida                  | APAA                       |
| 1-fenetil-N-fenilpiperidin-4-amina        | ANPP                       |
| Diidroergotamina                          |                            |
| Diidroergometrina                         |                            |
| Efedrina                                  |                            |
| Ergometrina                               |                            |
| Ergotamina                                |                            |
| Etafedrina                                |                            |
| 3-(1,3-Benzodioxol-5-il) -2-metilpropanal | Helional                   |
| Isosafrol                                 |                            |
| Metil alfa-fenil acetoacetato             |                            |
| Norfentanila                              |                            |
| Óleo de sassafrás                         |                            |
| Óleo da pimenta longa                     |                            |
| Piperidina                                |                            |
| Piperonal                                 |                            |
| Pseudoefedrina                            |                            |
| (N-fenetil-4-piperidinona)                | NPP                        |
| Safrol                                    |                            |

## Lista D2 - Insumos químicos utilizados para fabricação e síntese de entorpecentes e/ou psicotrópicos[2]
Contém 13 substâncias sujeitas a controle do Ministério da Justiça.
| Substância               | Observações / Nome popular |
| ------------------------ | -------------------------- |
| Acetona                  |                            |
| Ácido clorídrico         |                            |
| Ácido sulfúrico          |                            |
| Anidrido acético         |                            |
| Cloreto de etila         |                            |
| Cloreto de metileno      |                            |
| Clorofórmio              |                            |
| Éter etílico             |                            |
| Metil-etil-cetona        |                            |
| Permanganato de potássio |                            |
| Sulfato de sódio         |                            |
| Tolueno                  |                            |
| Tricloroetileno          |                            |

## Lista E - Plantas proscritas que podem originar substâncias entorpecentes e/ou psicotrópicas[2]
Contém 9 plantas e fungos:
| Substância                       | Observações / Nome popular |
| -------------------------------- | -------------------------- |
| Cannabis sativa L.               | Maconha                    |
| Claviceps paspali Stevens & Hall |                            |
| Datura suaveolens Willd          | Trombeta-de-Anjo           |
| Erythroxylum coca Lam            |                            |
| Lophophora williamsii Coult      | Cacto Peiote               |
| Mitragyna speciosa               | Kratom                     |
| Papaver somniferum L.            | Papoula dormideira         |
| Prestonia amazonica J. F. Macbr. |                            |
| Salvia divinorum                 |                            |

## Lista F1 - Substâncias entorpecentes[2]
Contém 48 substâncias.
| Substância | Observações / Nome popular     |
| --- | ------------------------------ |
| 2-(disec-butilamino)-1-[1-[(2-fluorofenil)metil]pirrol-2-il]etanol                                                                      | 2F-Viminol                     |
| 1-[2-metil-4-(3-fenil-2-propen-1-il)-1-piperazinil]-1-butanona                                                                          | 2-metil-AP-237                 |
| N-(3-metil-1-(fenetil-4-Piperidil)propionanilida                                                                                        | 3-metilfentanila               |
| N-[3-metil-1-[2-(2-tienil)etil]-4-piperidil]propionanilida                                                                              | 3-metiltiofentanila            |
| n-(4-fluorofenil)-n-(1-feniletilpiperidin-4-il)isobutiramida                                                                            | 4-fluoroisobutirfentanil       |
| metil (e)-2-[(2s,3s,7as,12bs)-3-etil-7a-hidroxi-8-metoxi-2,3,4,6,7,12b-hexahidro-1h-indolo[2,3-a]quinolizin-2-yl]-3-metoxiprop-2-enoato | 7-hidroximitraginina           |
| N-[1-(alfa-metilfenetil)-4-piperidil]acetanilida                                                                                        | Acetil-alfa-metilfentanila     |
| N-[1-(2-feniletil)-4-piperidil]-nfenilacetamida                                                                                         | Acetilfentanil                 |
| 3-o-acetiltetrahidro-7-alfa-(1-hidroxi-1-metilbutil)-6,14-endoeteno-oripavina                                                           | Acetorfina                     |
| N-fenil-N-[1-(2-feniletil)piperidin-4-il]prop-2-enamida                                                                                 | Acriloilfentanil               |
| 3,4-dicloro-N-{[1-(dimetilamino)ciclohexil]metil}benzamida                                                                              | AH-7921                        |
| N-[1-(alfa-metilfenetil)-4-piperidil]propionanilida                                                                                     | Alfa-metilfentanila            |
| N-[1-[1-metil-2-(2-tienil)etil]-4-piperidil]propionanilida                                                                              | Alfa-metiltiofentanila         |
| N-[1-(Beta-hidroxifenetil)-3-metil-4-piperidil]propionanilida                                                                           | Beta-hidroxi-3-metil-fentanila |
| N-[1-(beta-hidroxifenetil)-4-piperidil]propionanilida                                                                                   | Beta-hidroxifentanila          |
| 1-[1-[1-(4-bromofenil)etil]-piperidin-4-il}-1,3-di-hidro-2h-benzimidazol-2-ona                                                          | Brorfina                       |
| Butirilfentanil; N-(1-fenetilpiperidin-4- il)-N-fenilbutiramida                                                                         | Butirfentanil                  |
| 2-[2-[(4-butoxifenil)metil]-5-nitrobenzimidazol-1-il]-n , n - dietiletanamina                                                           | Butonitazeno                   |
| 4-carbometoxifentanil | Carfentanil                    |
| 4-meta-hidroxifenil-1-metil-4-propionilpiperidina                                                                                       | Cetobemidona                   |
| N-fenil-N-[1-(2-feniletil)piperidin-4-il] ciclopropanocarboxamida                                                                       | Ciclopropilfentanil            |
| Éster metílico da benzoilecgonina | Cocaína                        |
| (2E)-N-fenil-N-[1-(2-feniletil)piperidin-4-il]but-2-enamida                                                                             | Crotonilfentanil               |
| Diidrodeoximorfina | Desomorfina                    |
| 7,8-diidro-7-alfa-[1-(R)-hidroxi-1-metilbutil]-6,14-endo-etanotetrahidrooripavina                                                       | Diidroetorfina                 |
| (-)-3-hidroxitropano-2-carboxilato | Ecgonina                       |
| 2-[(4-etoxifenil)metil]-n,n-dietil-1h-benzimidazol-1-etanamina                                                                          | Etazeno                        |
| 2-[(4-etoxifenil)metil]-5-nitro-1-(2-pirrolidin-1-iletil)-1-h-benzoimidazol                                                             | Etonitazepina                  |
| Tetrahidro-7-alfa-(1-hidroxi-1-metilbutil)-6,14-endoeteno-oripavina                                                                     | Etorfina                       |
| N-(1-feniletilpiperidin-4-il)-N-fenilfuran2-carboxamida                                                                                 | Furanilfentanil                |
| Diacetilmorfina | Heroína                        |
| n,n-dietil-2-(2-(4-isopropoxibenzil)-5-nitro-1hbenzo[d]imidazol-1-il)etan-1-amina                                                       | Isotonitazina                  |
| 1-(1,3-benzodioxol-5-il)-2-(pirrolidin-1-il)-1-pentanona                                                                                | MDPV                           |
| n,n-dietil-2-{2-[(4-metoxifenil)metil]-5-nitro-1hbenzimidazol-1-il}etan-1-amina                                                         | Metonitazeno                   |
| 2-metoxi-n-fenil-n-[1-(2-feniletil)-4-piperidinil] acetamida                                                                            | Metoxiacetilfentanil           |
| Metil (e)-2-[(2s,3s,12bs)-3-etil-8-metoxi-1,2,3,4,6,7,12,12b-octahidroindolo[2,3-a]quinolizin-2-yl]-3-metoxiprop-2-enoato               | Mitraginina                    |
| 1-metil-4-fenil-4-propionato de piperidina (éster)                                                                                      | MPPP                           |
| 1-ciclohexil-4-(1,2-difeniletil) piperazina                                                                                             | MT-45                          |
| N-(2-fluorofenil)-2-metoxi-N-[1-(2-feniletil)piperidin-4-yl] acetamida                                                                  | Ocfentanil                     |
| 2-fluorofentanil | Orto-fluorofentanil            |
| 4-fluorobutirilfentanil | Para-fluorobutirfentanil       |
| 4'-fluoro-N-(1-fenetil-4-piperidil)propionanilida                                                                                       | Para-fluorofentanila           |
| 1-fenetil-4-fenil-4-acetato de piperidina (éster)                                                                                       | PEPAP                          |
| n,n-dietil-5-nitro-2-[(4-propoxifenil)metil]-1h-benzimidazol-1- etanamina                                                               | Protonitazeno                  |
| N-(1-feniletilpiperidin-4-il)-nfeniltetrahidrofuran-2-carboxamida                                                                       | Tetrahidrofuranilfentanil      |
| N-[1-[2-(tienil)etil]-4-piperidil]propionanilida                                                                                        | Tiofentanila                   |
| 3,4-dicloro-N-((1S,2S)-2-(dimetilamino) ciclohexil)-N-metilbenzamida                                                                    | U-47700                        |
| N-fenil-N-[1-(2-feniletil)piperidin-4-il]pentanamida                                                                                    | Valerilfentanil                |

## Lista F2 - Substâncias psicotrópicas[2]
Contém 171 substâncias.
| Substância | Observações / Nome popular                                                 |
| --- | -------------------------------------------------------------------------- |
| 9,10-didehidro-N, N-dietil-6-metilergolina-8-beta-carboxamida | (+)-lisérgida; LSD; LSD-25                                                 |
| 1-butiril-lsd; dietilamida do ácido n-butiril-lisérgico; (6ar,9r)-4-butanoil-n,n-dietil-7-metil-6,6a,8,9-tetrahidroindolo[4,3-fg]quinolina-9-carboxamida                                       | 1B-LSD                                                                     |
| 1-ciclopropionil lsd; dietilamida do ácido n1-(ciclopropilometanoil)-lisérgico; (6ar, 9r)-4-(ciclopropanocarbonil)-n,n-dietil-7-metil-6,6a,8,9-tetrahidroindolo[4,3-fg]quinolina-9-carboxamida | 1cP-LSD                                                                    |
| 1-propionil-lsd; 1-dietilamida do ácido propionil-lisérgico; (6ar,9r)-n,n-dietil-7-metil-4-propanoil-6,6a,8,9-tetrahidroindolo[4,3-fg]quinolina-9-carboxamida                                  | 1P-LSD                                                                     |
| 4-bromo-2,5-dimetoxifeniletilamina | 2C-B                                                                       |
| 4-cloro-2,5-dimetoxifeniletilamina | 2C-C                                                                       |
| 4-metil-2,5-dimetoxifeniletilamina | 2C-D                                                                       |
| 4-etil-2,5-dimetoxifeniletilamina | 2C-E                                                                       |
| 4-fluor-2,5-dimetoxifeniletilamina | 2C-F                                                                       |
| 4-iodo-2,5-dimetoxifeniletilamina | 2C-I                                                                       |
| 4-etil-tio-2,5-dimetoxifeniletilamina | 2C-T-2                                                                     |
| 2,5-dimetoxi-4-propiltiofeniletilamina | 2C-T-7                                                                     |
| 1-(1-(2-metoxifenil)-2-feniletil)piperidina; mxp | 2-MeO-difenidina; Metoxifenidina                                           |
| 2-(3-fluorofenil)-3-metilmorfolina | 3-fluorofenmetrazina                                                       |
| 3-metoxifenciclidina | 3-MeO-PCP                                                                  |
| 3-metilmetcatinona; 2-metilamino)-1-(3- metilfenil)-1-propanona | 3-MMC                                                                      |
| 4-acetoxi-N, N-dimetiltriptamina | 4-AcO-DMT                                                                  |
| 1-(4-bromofenil)-2-(metilamino)propan-1-ona | 4-bromometcatinona; 4-BMC; Brefedrona                                      |
| 1-(4-clorofenil)-2-(pirrolidin-1-il)pentan-1-ona | 4-cl-alfa-PVP                                                              |
| 1-(4-clorofenil)-2- (metilamino)propan-1-ona | 4-clorometcatinona; 4-CMC                                                  |
| 1-(4-fluorofenil) propan-2-amina | 4-FA; 4-Fluoroanfetamina                                                   |
| 1-(4-fluorofenil)-2- (metilamino)propan-1-ona | 4-fluorometcatinona; 4-FMC                                                 |
| 4F-mdmb-butinaca; metil 2-{[1-(4-fluorobutil)-1h-indazol-3-carbonil]amino}-3,3-dimetilbutanoato                                                                                                | 4F-MDMB-BINACA                                                             |
| 3-{2-[metil(propan-2-il)amino]etil}-1h-indol4-ol; 4-hidroxi-n-isopropil-nmetiltriptamina | 4-Ho-MIPT                                                                  |
| 2-(etilamino)-1-(4-metilfenil)-1-pentanona; 4-metil-alfa-etilamino; N-etil-4'-metil norpentedrona                                                                                              | 4-MEAPP                                                                    |
| 4-metiletilcatinona; 2-(etilamina)-1-(4-metilfenil)-propan-1-ona | 4-MEC                                                                      |
| (±)-cis-2-amino-4-metil-5-fenil-2-oxazolina | 4-metilaminorex                                                            |
| 4-metiltioanfetamina | 4-MTA                                                                      |
| 4-metil-5-(4-metilfenil)-4,5-di-hidro-1,3-oxazol-2-amina | 4,4’- DMAR; 4,4’- dimetilaminorex                                          |
| 1-(benzofuran-5-il)propan-2-amina | 5-APB                                                                      |
| 1-(2,3-di-hidrobenzofuran-5-il)propan-2- amina | 5-APDB                                                                     |
| 1-(benzofuran-5-il)-N-etilpropan-2-amina | 5-EAPB                                                                     |
| 1-(2,3-di-hidrobenzofuran-5-il)propan-2-amina | 5-APDB                                                                     |
| Bzo-poxizid; pentil mda-19; (2z)-2-(1,2-di-hidro-2-oxo-1-pentil-3h-indol-3-ilideno)hidrazida ácido benzóico                                                                                    | 5C-MDA-19                                                                  |
| 1-(benzofuran-5-il)-n-etilpropan-2-amina | 5-EAPB                                                                     |
| 5f-3,5-ab-pfuppyca; n-(1-amino-3-metil-1-oxobutan-2-il)-1-(5-fluoropentil)-3-(4-fluorofenil)-1h-pirazol-5-carboxamida                                                                          | 5F-AB-PFUPPYCA                                                             |
| Metil-s-2-[1-(5-fluoropentil)-1h-indazol-3-carboxamido]-3,3-dimetilbutanoato | 5F-ADB                                                                     |
| N-(1-adamantil)-1-(5-fluoropentil)indazol-3-carboxamida | 5F-AKB48                                                                   |
| Metil 2-{[1-(5-fluoropentil)-1h-indazol-3-carbonil]amino}-3- metilbutanoato | 5F-AMB-PINACA                                                              |
| 5-fluoro bzo-poxizid; 5-fluoropentil mda-19; (z)-n'-(1- (5-fluoropentil)-2-oxoindolin-3-ilideno)benzohidrazida                                                                                 | 5F-MDA-19                                                                  |
| Metil 2-{[1-(5-fluoropentil)-1hindol-3-carbonil]amino}-3,3- | 5F-MDMB-PICA; Dimetilbutanoato                                             |
| Quinolin-8-il 1-(5-fluoropentil)-1h-indol-3-carboxilato | 5F-PB-22                                                                   |
| 2,30di-hidro-5-iodo-1H-indeno-2-amina | 5-IAI                                                                      |
| 1-(2,3-di-hidrobenzofuran-5-il)-N-metil propan-2-amina | 5-MAPDB                                                                    |
| 5-metoxi-alfa-metiltriptamina | 5-MeO-AMT                                                                  |
| N-[2-(5-metoxi-1h-indol-3-il)etil]-n-(prop-2-en-1-il)prop-2-en-1-amina; 5-metóxi-n,ndialiltriptamina                                                                                           | 5-MeO-DALT                                                                 |
| 5-metoxi-N,N-diisopropiltriptamina | 5-MeO-DIPT                                                                 |
| 5-metoxi-N,N-dimetiltriptamina | 5-MeO-DMT                                                                  |
| 5-metoxi-N,N-metil isopropiltriptamina | 5-MeO-MIPT                                                                 |
| 2-({[2-(4-bromo-2,5-dimetoxifenil)etil]amino}metil)fenol | 25B-NBOH                                                                   |
| 2-(4-bromo-2,5-dimetoxi-fenil)-N-[(2-metoxifenil)metil]etanoamina | 25B-NBOMe                                                                  |
| 2-(4-cloro-2,5-dimetoxifenil)-N-(2-fluorobenzil)etanamina | 25C-NBF                                                                    |
| 2-({[2-(4-cloro-2,5-dimetoxifenil)etil]amino}metil)fenol | 25C-NBOH                                                                   |
| 2-(4-cloro-2,5-dimetoxi-fenil)-N-[(2-metoxifenil)metil]etanoamina | 25C-NBOMe                                                                  |
| 2-(4-metil-2,5-dimetoxi-fenil)-N-[(2-metoxifenil)metil]etanoamina | 25D-NBOMe                                                                  |
| 2-({[2-(4-etil-2,5-dimetoxifenil)etil]amino}metil)fenol | 25E-NBOH                                                                   |
| 2-(4-etil-2,5-dimetoxi-fenil)-N-[(2-metoxifenil)metil]etanoamina | 25E-NBOMe                                                                  |
| 2-({[2,5-dimetoxifenil)etil]amino}metil)fenol | 25H-NBOH                                                                   |
| 2-(2,5-dimetoxi-fenil)-N-[(2-metoxifenil)metil]etanoamina | 25H-NBOMe                                                                  |
| N-(2-fluorobenzil)-2-(4- iodo-2,5-dimetoxifenil)etan-1-amina | 25I-NBF                                                                    |
| 2-({[2-(4-iodo-2,5-dimetoxifenil)etil]amino}metil)fenol | 25I-NBOH                                                                   |
| 2-(4-iodo-2,5-dimetoxi-fenil)-N-[(2-metoxifenil)metil]etanoamina | 25I-NBOMe                                                                  |
| 2-(4-nitro-2,5-dimetoxi-fenil)-N-[(2-metoxifenil)metil]etanoamina | 25N-NBOMe                                                                  |
| 2-(4-propil-2,5-dimetoxi-fenil)-N-[(2-metoxifenil)metil]etanoamina | 25P-NBOMe                                                                  |
| 2-(4-tioetil-2,5-dimetoxi-fenil)-N-[(2-metoxifenil)metil]etanoamina | 25T2-NBOMe                                                                 |
| 2-[4-(1-metil-tioetil)-2,5-dimetoxi-fenil]-N-[(2-metoxifenil)metil]etanoamina | 25T4-NBOMe                                                                 |
| 2-(4-tiopropil-2,5-dimetoxi-fenil)-N-[(2-metoxifenil)metil]etanoamina | 25T7-NBOMe                                                                 |
| 2-(4-cloro-2,5-dimetoxifenil)-N- (3,4,5-trimetoxibenzil)etan-1-amina | 30C-NBOMe                                                                  |
| N-(1-amino-3-metil-1-oxobutan-2-il)-1-(ciclohexilmetil)-1h-indazol-3-carboxamida | AB-CHMINACA                                                                |
| N-[1-amino-3-metil-1-oxobutan-2-il]-1-[(4-fluorofenil)metil]-1h-indazol-3-carboxamida | AB-FUBINACA                                                                |
| N-[(2s)-1-amino-3-metil-1-oxobutan-2-il]-1-pentil-1h-indazol-3-carboxamida | AB-PINACA                                                                  |
| n-[1-(aminocarbonil)-2,2-dimetilpropil]-1-butil-1h-indazol-3-carboxamida | ADB-BUTINACA                                                               |
| N-(-1-amino-3,3-dimetil-1-oxobutan-2-il)-1- (ciclohexilmetil)-1-hindazol-3-carboxamida | ADB-CHMINACA; MAB-CHMINACA                                                 |
| Ad-18; fub-acadb; 2-[[2-[1-[(4-fluorofenil)metil]indol-3-il]acetil]amino]-3,3- dimetil-butanamida                                                                                              | ADB-FUBIATA                                                                |
| N-(1-amino-3,3-dimetil-1-oxobutan-2-il)-1-(4-fluorobenzil)-1h-indazol-3-carboxamida | ADB-FUBINACA                                                               |
| 1-acetil-lsd; dietilamida do ácido 1-acetil-lisérgico; (6ar,9r)-4-acetil-n,n-dietil-7-metil-6,6a,8,9-tetrahidroindolo[4,3-fg]quinolina-9-carboxamida                                           | ALD-52                                                                     |
| 1,2-difenil-2-(pirrolidin-1-il)etan-1-ona | ALFA-D2PV                                                                  |
| Alfa-etilaminopentilfenona; 2-(etilamino)-1-fenilpental-1-ona | ALFA-EAPP                                                                  |
| 1-fenil-2-(pirrolidin-1-il)hexan-1-ona | Alfa-PHP                                                                   |
| 4-metil-1-fenil-2-(pirrolidin-1-il) pentan-1-ona | ALFA-PIHP                                                                  |
| 1-fenil-2-(pirrolidin-1-il)pental-1-ona) | ALFA-PVP                                                                   |
| N-adamantil-1-pentilindazol-3-carboxamida | AKB48                                                                      |
| (1-(5-fluoropentil)-1h-indol-3-il)-1-naftalenil- metanona | AM-2201                                                                    |
| Alfa-metiltriptamina | AMT                                                                        |
| N-benzil-N,alfa-dimetilfenetilamina | Benzofetamina                                                              |
| 1-benzo[D][1,3]dioxol-5-il)-2- (dimetilamino)butan-1-ona | BETACETO-DMBDB                                                             |
| (±)-4-bromo-2,5-dimetoxi-alfa-metilfenetilamina | Brolanfetamina; DOB                                                        |
| (z)-n'-(2-oxo-1-(pent-4-en-1-il)indolin-3-ilideno)benzohidrazida | BZO-4en-POXIZID                                                            |
| (z)-n'-(1-(ciclohexilmetil)-2-oxoindolin-3-ilideno)benzohidrazida | BZO-CHMOXIZID                                                              |
| 1-benzilpiperazina | BZP                                                                        |
| (-)-S-2-aminopropiofenona | Catinona                                                                   |
| N-ciclohexil-2-(1-pentil-1h-indol-3-il)acetamida | CH-PIATA                                                                   |
| N-[(2-clorofenil)metil]-1-fenilpropan-2-amina | Clobenzorex                                                                |
| 1-(4-cianobutil)-n-(1-metil-1-feniletil)-1hindazol-3- carboxamida | SGT-78; CUMYL-CB-PINACA; CUMYL-4-CN-BINACA                                 |
| 5-pentil-2-(2-fenilpropan-2-il)-2,5-di-hidro-1hpirido[4,3-b]indol-1-ona | CUMYL-PEGACLONE                                                            |
| 3-[2-(dietilamino)etil]indol | DET                                                                        |
| 1-(1,2-difeniletil)piperidina | Difenidina; DEP                                                            |
| 8b)-N,N-dietil-6-metil-9,10-didehidro-2,3-di-hidroergolina-8-carboxamida | DIIDRO-LSD                                                                 |
| 1-(benzo[d][1,3] dioxol-5-il)-2-(dimetilamino)propan-1-ona | Dimetilona; bk-MDDMA; bk-DMBDP                                             |
| (±)-2,5-dimetoxi-alfa-metilfenetilamina | DMA                                                                        |
| 4-metilhexan-2-amina | DMAA; 1,3-dimetilamilamina                                                 |
| 4-metilpentan-2-amina | DMBA; 1,3-dimetilbutilamina                                                |
| 3-(1,2-dimetilheptil)-7,8,9,10-tetrahidro-6,6,9-trimetil-6H-dibenzo[b,d]pirano-1-ol | DMHP                                                                       |
| 3-[2-(dimetilamino)etil]indol; N,N-dimetiltriptamina | DMT                                                                        |
| 4-cloro-2,5-dimetoxianfetamina | DOC                                                                        |
| (±)-4-etil-2,5-dimetoxi-alfa-dimetilfenetilamina | DOET                                                                       |
| 4-iodo-2,5-dimetoxianfetamina | DOI                                                                        |
| (1-(5-fluoropentil)-1H-indol-3-il)-(4-etil-1-naftalenil)-metanona | EAM-2201                                                                   |
| Amida do ácido d-lisérgico | Ergina; LSA                                                                |
| N-etil-1-fenilciclohexilamina | Eticiclidina; PCE                                                          |
| Acetato de etil-2-fenil-2-(piperidin-2-il) | Etilfenidato                                                               |
| 1-(1,3-benzodioxol-5-il)-2-(etilamino)-1-propanona | Etilona; βk-MDEA                                                           |
| 3-(2-aminobutil)indol | Etriptamina                                                                |
| 1-(1,3-BENZODIOXOL-5-IL)-2-(ETILAMINO)BUTAN-1-ONA | Eutilona                                                                   |
| Metil (2s)-2-[[1-[(4-fluorofenil)metil]indazol-3-carbonil]amino]-3- metilbutanoato | FUB-AMB; AMB-FUBINACA; MMB-FUBINACA                                        |
| N-benzilpropan-2-amina | Isopropilbenzilamina                                                       |
| 1-naftalenil-(1-pentil-1H-indol-3-il)-metanona | JWH 018                                                                    |
| (1-etil-1H-indol-3-il)-1-naftalenil-metanona | JWH-071                                                                    |
| (1-propilindol-3-il)naftalen-1-il-metanona | JWH-072                                                                    |
| Naftalen-1-il(1-butilindol-3-il)-metanona | JWH-073                                                                    |
| 4-metoxinaftalen-1-il-(1-pentilindol-3-il)-metanona | JWH-081                                                                    |
| (4-metoxi-1-naftalenil)(2-metil-1-pentil-1H-indol-3-il)-metanona | JWH-098                                                                    |
| 4-metilnaftalen-1-il-(1-pentilindol-3-il)-metanona | JWH-122                                                                    |
| 4-etilnaftalen-1-il-(1-pentilindol-3-il)-metanona | JWH-210                                                                    |
| 2-(2-metoxifenil)-1-(1-pentil-1-indol-3-il)-etanona | JWH-250                                                                    |
| 2-(2-metilfenil)-1-(1-pentil-1H-indol-3-il)-etanona | JWH-251                                                                    |
| 1-(2-metil-1-pentilindol-3-il)-2-(2-metilfenil)-etanona | JWH-252                                                                    |
| 1-(2-metil-1-pentil-1H-indol-3-il)-2-(3-metoxi-fenil)-etanona | JWH-253                                                                    |
| [1-(5-fluoropentil)-1H-indol-3-il](4-metil-1-naftalenil)-metanona | MAM-2201                                                                   |
| [1-(5-fluoro-4-hidroxipentil)-1h-indol-3-il](4-metil-1-naftalenil)metanona | MAM-2201 N-(4- hidroxipentil)                                              |
| [1-(5-cloropentil)-1h-indol-3-il](4-metil-1-naftalenil)metanona | MAM-2201 N-(5- cloropentil)                                                |
| (s)-3,3-dimetil-2-(1-(pent-4-en-1-il)-1hindazol-3-carboxamido)butanoato | MDMB-4EN-PINACA                                                            |
| Metil(s)-2-(5-bromo-1h-indazol-3-carboxamido)-3,3-dimetilbutanoato | MDMB-5Br-INACA                                                             |
| 1-(3-clorofenil)piperazina | mCPP                                                                       |
| N'-(1-hexyl-2-oxoindolin-3-ilideno)benzohidrazida; n-(1-hexil-2-hidroxiindol-3-yl)iminobenzamida                                                                                               | MDA-19                                                                     |
| 5,6-metilenodioxi-2-aminoindano | MDAI                                                                       |
| N-etil MDA; (±)-N-etil-alfa-metil-3,4-(metilenodioxi)fenetilamina | MDE                                                                        |
| (±)-N,alfa-dimetil-3,4(metilenodioxi)fenetilamina; 3,4 metilenodioximetanfetamina | MDMA                                                                       |
| 3-(O-clorofenil)-2-metil-4(3H)-quinazolinona | Mecloqualona                                                               |
| 2-metilamino-1-(4-metilfenil)-propan-1-ona | Mefedrona                                                                  |
| 3,4,5-trimetoxifenetilamina | Mescalina                                                                  |
| Metanfetamina |                                                                            |
| 2-metil-3-O-tolil-4(3H)-quinazolinona | Metaqualona                                                                |
| 2-(metilamino)-1-fenilpropan-1-ona | Metcatinona                                                                |
| 1-(1,3-benzodioxol-5-il)-2-(metilamino)-1-propanona | Metilona                                                                   |
| N-metil-1-tiofen-2-ilpropan-2-amina | Metiopropamina                                                             |
| 5-metoxi-alfa-metil-3,4-(metilenodioxi)fenetilamina | MMDA                                                                       |
| 2-(etilamino)-2-(3-metoxifenil)-ciclohexanona | MXE; Metoxetamina                                                          |
| N-[2-(1,3-benzodioxol-5-il)-1-metil-2-oxoetil]-n-metil-acetamida | N-ACETIL-3,4-MDMC; N-acetil-3,4-metilenodioximetcatinona; nacetilmetilona; |
| 2-(etilamina)-1-fenilpropan-1-ona | N-etilcatinona                                                             |
| 2-(etilamino)-1-fenilhexan-1-ona | N-etilhexedrona; HEXEN                                                     |
| 1-(2h-1,3-benzodioxol-5-il)-2-(etilamino)pentan-1-ona;1-(benzo[d][1,3]dioxol-5-il)-2-(etilamino)pentan-1-ona                                                                                   | N-etilpentilona; Efilona; N-etilnorpentilona                               |
| 3-hexil-7,8,9,10-tetrahidro-6,6,9-trimetil-6H-dibenzo[b,d]pirano-1-ol | Parahexila                                                                 |
| 2-(metilamino)-1-fenil-pentan-1-ona | Pentedrona                                                                 |
| 1-(benzo[d][1,3]dioxol-5-il)-2-(metilamino)pentan-1-ona | Pentilona; βk-mbdp; βk-mbdp; βk-metil-k                                    |
| P-metoxi-alfa-metilfenetilamina | PMA                                                                        |
| Para-metoximetanfetamina; [1-(4-metoxifenil)propano-2-il](metil)azano] | PMMA                                                                       |
| Fosfato diidrogenado de 3-[2-(dimetilamino)etil]indol-4-ilo | Psilocibina                                                                |
| 3-[2-(dimetilamino)etil]indol-4-ol | Psilocina; Psilotsina                                                      |
| 3-(2-((2-metoxibenzil)amino)etil)quinazolina2,4(1h,3h)-diona | RH-34                                                                      |
| 1-(1-fenilciclohexil)pirrolidina | Roliciclidina; PHP; PCPY                                                   |
| Metil (2S,4AR,6AR,7R,9S,10AS,10BR)-9-acetoxi-2-(3-furil)-6A,10B-dimetil-4,10-dioxododecahidro-2H-benzo[f]isocromeno-7-carboxilato                                                              | Salvinorina A                                                              |
| 2,5-dimetoxi-alfa,4-dimetilfenetilamina | STP; DOM                                                                   |
| Alfa-metil-3,4-(metilenodioxi)fenetilamina | Tenamfetamina; MDA                                                         |
| 1-[1-(2-tienil)ciclohexil]piperidina | Tenociclidina; TCP                                                         |
| Tetrahidrocannabinol | THC                                                                        |
| 2-(pirrolidin-1-il)-1-(5,6,7,8-tetrahidronaftalen-2-il)pentan-1-ona | TH-PVP                                                                     |
| (±)-3,4,5-trimetoxi-alfa-metilfenetilamina | TMA                                                                        |
| 1-(3-trifluormetilfenil)piperazina | TFMPP                                                                      |
| (1-pentil-1H-indol-3-il)(2,2,3,3-tetrametilciclopropil)-metanona | UR-144                                                                     |
| [1-(5-fluoropentil)-1H-indol-3-il](2,2,3,3-tetrametilciclopropil)-metanona | XLR-11; 5F-UR-144                                                          |
| Alfa-(alfa-metoxibenzol)-4-(beta-metoxifenetil)-1-piperazinaetanol | Zipeprol                                                                   |

## Lista F3 - Substâncias precursoras[2]
Contém 1 substância.
| Substância         | Observações / Nome popular |
| ------------------ | -------------------------- |
| Fenilpropanolamina | Norefedrina                |

## Lista F4 - Outras substâncias[2]
Contém 7 substâncias.
| Substância      | Observações / Nome popular |
| --------------- | -------------------------- |
| Dexfenfluramina |                            |
| Dinitrofenol    |                            |
| Estricnina      |                            |
| Etretinato      |                            |
| Fenfluramina    |                            |
| Lindano         |                            |
| Terfenadina     |                            |

## Substâncias retiradas da lista de controle especial[2]
| Substância | Lista em que estava | Observações                            |
| ---------- | ------------------- | -------------------------------------- |
| Papaverina | Adendo 6 da lista E | Retirada a partir da atualização nº 42 |